# ビバリーヒルズ晴天白書
ビバリーヒルズ晴天白書は、お笑い芸人のなだぎ武と友近が演じるキャラクターユニット、ディラン&キャサリンをフィーチャーしたDVD作品。

## 概要
YOSHIMOTO WORKSより2008年1月23日に発売された。ディランとキャサリンが、カリフォルニア州ビバリーヒルズのハイスクールで愉快な仲間たちと繰り広げる青春ドラマが主となっている。なだぎが演じるディランの元ネタとなっている、『ビバリーヒルズ高校白書』シリーズなどのアメリカの青春ドラマのパロディに、なだぎや友近のこだわりがふんだんに盛り込まれている。尚、著作権の関係から、普段なだぎがテレビ等でディランを演じるときに登場BGMとなっている、『ビバリーヒルズ高校白書』シリーズのBGMをアレンジした曲がメインテーマとして頻用されている。

## 出演者
- ディラン（なだぎ武（ザ・プラン9））-今作品の主人公。自称、「恋とダンスとロックに夢中なごく平均的なティーンエイジャー」。いつもキャサリンに振り回されている。「北斗の拳」などの日本の漫画のコレクター。
- キャサリン（友近）-チアリーディングとジェリービーンズとディランに夢中な直情型の元気娘。日本通で、ディランに内緒で日本へのディランを連れたホームステイを計画する。

イーストビバリー高校のメンバー
- ピーター（木村明浩（バッファロー吾郎））-弱気でおっちょこちょいな三枚目だが、時折人が変ったような熟練されたダンスを披露する。
- ケビン（浅越ゴエ（ザ・プラン9））-勉強にもサークル活動にも熱心に取り組むエリート生徒会長。絵が不得意なのが玉にキズ。
- キャミィ（馬場園梓（アジアン））-学園のヤンキー。ガイルと付き合っている。マンゴーが好物。
- ガイル（小籔千豊）-誰にでも喧嘩を吹っ掛ける学園イチの不良。熱い一面を持っている。
- ナッシュ（竹若元博（バッファロー吾郎））-ミネソタ州から転校してきたアクティブな御曹司。父はエドモンド（池乃めだか）
- アンジェリーナ先生（隅田美保（アジアン））-学園のマドンナ教師。ディランのクラスの担任。
- ブランカ先生（川島邦裕（野性爆弾））-突如赴任してきた謎の美術教師。心眼で対象を捉えた独特の肖像画を描く。

ホームステイ先の中川家
- 父（中川礼二（中川家））-頑固な面を持つが、自らも渡米歴があり、ディランとキャサリンを温かく迎える。
- 母（近藤春菜（ハリセンボン））-典型的な日本の専業主婦だが、夫に秘密をもち、秘密の場所にキャサリンを連れ出す。息子の引きこもりに悩んでいる。
- 息子（中川剛（中川家））-引きこもりでゲームばかりしている。ディランとキャサリンの働きかけに徐々に心を動かしていく。
- 娘（箕輪はるか（ハリセンボン））-渋谷で遊び歩く女子高生。ディランを気に入り、何度かモーションをかける。

## 備考
- ガイル、キャミィなど、サブキャラクターの何人かには、ストリートファイターシリーズのキャラクターネームが付けられている。
- ピーターを演じるバッファロー吾郎・木村の吹き替え調のしゃべりが中途半端で笑いを誘う。
- TBSにて今作品をパロディ化して、実際にメンバーも出演した「ビバリーヒルズ通販白書」が放送されている。